# Kasaï-Oriental
Kasaï-Oriental er en provins i Den Demokratiske Republik Congo. Den er en af de 21 provinser, der blev oprettet ved opdelingen i 2015. Kasaï-Oriental, Lomami og Sankuru provinserne er resultatet af opdelingen af den tidligere Kasaï-Oriental provins.  Kasaï-Oriental blev dannet af Tshilenge-distriktet og den uafhængigt administrerede by Mbuji-Mayi, som beholdt sin status som provinshovedstad.
Den nye provinss territorium svarer til det meste af den historiske Sud-Kasaï provins, som eksisterede i den tidlige periode efter uafhængighed mellem 1963 og 1966.

## Historie
Kasai-Oriental er beboet af medlemmer af Lubafolket.
Congo opnåede uafhængighed fra Belgien i 1960. Friktion med Congos andre etniske grupper og 
opmuntring fra belgiske selskaber i håb om at beholde deres minekoncessioner førte til løsrivelsen af provinsen Sydkasai som en separat stat ledet af Albert Kalonji.
Efter at være blevet slået tilbage, besatte Congo provinsen i september 1961. Flere tusinde mennesker blev dræbt under "pacificeringen" af Sydkasai, som varede til foråret 1962.
Befolkningen i Mbuji-Mayi voksede hurtigt med immigrationen af Luba-folk fra andre dele af landet.

## Diamantudvinding
Regionen, hvor Mbuji-Mayi ligger, producerer årligt en tiendedel af verdens industrielle diamanter, med minedrift forvaltet af Société Minière de Bakwanga. Dette er den største ophobning af diamanter i verden, mere koncentreret end dem ved Kimberley i Sydafrika. Mbuji-Mayi håndterer de fleste af de industrielle diamanter, der produceres i Congo.

## Inddeling
Provinsen består af fem territorier:
- Kabeya-Kamwanga
- Katanda
- Lupatapata
- Miabi
- Tshilenge